# Audible
Audible es una empresa norteamericana de venta y producción de entretenimiento, información y programación educativa en formato audio. Audible ofrece audiolibros digitales, programas de radio y televisión, pódcast y versiones en audio de algunas revistas y periódicos, como The New York Times o The Wall Street Journal. 
A través de Audible Studios, la rama de producción, publicación y marketing de la empresa, Audible se ha convertido en el mayor vendedor y productor de audiolibros descargables, con una oferta que supera los 425 000 títulos.
Solo se puede acceder al contenido de Audible con una cuenta de Amazon y a través de un software propietario patentado que incluye protección contra la reproducción no autorizada del contenido.
En 2008, Amazon anunció que compraba las acciones de Audible Inc. por un valor de 300 millones de dólares. En marzo de ese mismo año se anunció la finalización de la compra de Audible por parte de Amazon y su nuevo estatus como filial de esta.

## Historia

### Primeros pasos
En 1995, Don Katz tiene la idea de un mejor modo de escuchar libros: ficheros digitales descargables que se pudieran enviar de la web a reproductores de audio portátiles para poderlos escuchar en cualquier lugar; con esta premisa se creó la start-up Audible. Pero su idea tarda en materializarse dos años, es en 1997 cuándo se presenta Audible MobilePlayer, el primer reproductor de audio digital portátil que se comercializa en el mundo, cuatro años antes de la aparición del iPod. En ese mismo año, se abre Audible.com y el primer audiolibro descargado a través de esta página es el libro de no-ficción Los hombres son de Marte, las mujeres son de Venus de John Gray. En 1999 Andrew J. Huffman, CEO de Audible desde marzo del año anterior, muere de un ataque al corazón a la edad de 39 años y no es hasta febrero del año siguiente que Thomas Baxter toma su puesto como nuevo CEO de la empresa.

### Los primeros años de Audible
En 2000, aunque Audible consiguió logros remarcables como la exclusividad del nuevo programa de comedia del actor Robin Williams, la introducción del primer modelo de suscripción mensual o la alianza con la editorial Random House, formando así la primera publicación editorial dedicada a crear títulos para distribución digital (Random House Audible). En primavera de ese mismo año se produjo el colapso de la Burbuja puntocom, bajando el valor de las acciones de la compañía, obligándola a detener sus esfuerzos por conseguir hacer un nuevo reproductor más económico y más capaz y dejando a la empresa con una pérdida de 32.3 millones de dólares netos, ese mismo año.
En 2001, gracias a que Microsoft adquiere acciones de la compañía por valor de 10 millones de dólares (participación que se romperá en 2003), Audible consigue permanecer en el negocio y lanzar The Audible Otis, un nuevo reproductor portátil. Aunque el panorama es poco esperanzador, se recorta el 40 % de la plantilla incluyendo a Baxter, CEO de la compañía, y en septiembre de ese mismo año la página web de la compañía permanece cerrada durante más de una semana después de que su servidor en Nueva York se quedara sin energía tras los atentados del 11 de septiembre de 2001. Es gracias a la ayuda de inversores como el gigante de los medios de comunicación Bertelsmann SE, padre de Random House, que Audible sobrevive y sigue adelante.

### El resurgir de Audible y su globalización
Gracias a la introducción del iPod de Apple a finales de 2002 y un contrato con dicha compañía proporciona a Audible los medios necesarios para que su contenido llegara a una gran y amplia audiencia. Poco a poco, la empresa creció. Para 2003, Audible ofrecía 34 000 horas de material que se duplicarían rápidamente en dos años. Lo que también se duplicaron fueron los ingresos netos de la empresa que en 2004 fueron de 34.3 millones de dólares con un provecho neto de aproximadamente dps millones de dólares.
En este clima de crecimiento, en 2004, se lanza Audible Germany en Alemania, con un catálogo de 250 audiolibros en alemán; el primer paso de la compañía hacia su globalización. Puesto que al año siguiente se lanza también en Reino Unido y Francia, países que serán sucedidos por: Australia (2013), Japón (2015), Italia (2016),  Canadá (2017) e India (2018).
En 2008, la compañía se une a Amazon y pasa a ser una filial de esta. Tres años más tarde, en 2011, se lanza ACX el mercado de autoedición de Audible, que tiene como objetivo conectar a autores, agentes y editores con narradores, ingenieros, estudios de grabación y productores con la finalidad de crear nuevos audiolibros. Al año siguiente (2012), sale al mercado dos nuevos productos de la compañía, Whispersync for Voice y Immersion Reading, y en los siguientes años la compañía acumula logros como un premio Grammy por Society's Child, la autobiografía de Janis Ian (2013), la celebración del vigésimo aniversario de la compañía en el año 2017 y la inauguración de Innovation Cathedral, sus nuevas instalaciones en Newark, y su nuevo estudio de París en 2019.

## Catálogo, páginas web  y suscripciones

### Catálogo y las distintas páginas web
Audible cuenta con más de 425.000 títulos disponibles para sus usuarios aunque no todos estos están disponibles en todas las páginas web de Audible. 
Audible opera en diversas páginas web que van dirigidas a diferentes clientes de poblaciones distintas y se tienen en cuenta preferencias como el idioma o la ubicación geográfica. Esta división de páginas web hace que títulos específicos de la región puedan ser exclusivos de un mercado en función de su inicio de sesión, hay ofertas y promociones para cada región y los precios de los productor aparezcan en la moneda correspondiente.
A continuación una tabla con las diversas páginas web y los países para los que operan:
| Página web     | Países |
| -------------- | --- |
| Audible.com    | Estados Unidos y todos los países no incluidos en el listado Nota: algunos de los títulos pueden estar restringidos geográficamente. |
| Audible.ca     | Canadá |
| Audible.co.uk  | Reino Unido e Irlanda |
| Audible.com.au | Australia y Nueva Zelanda |
| Audible.fr     | Francia, Bélgica y Suiza |
| Audible.de     | Alemania, Austria y Suiza |
| Audible.co.jp  | Japón |
| Audible.it     | Italia |
| Audible.es     | España |

### Planes de suscripción de Audible
Para poder acceder al contenido de Audible y hacerse miembro, es necesario iniciar sesión con una cuenta de Amazon, una vez creada la cuenta, Audible ofrece los siguientes planes de suscripción:
| Nombre del Plan                                                 | Gold Montly            | Gold Annual            | Platinum Monthrly       | Platinum Annual         | Audible Channels |
| --------------------------------------------------------------- | ---------------------- | ---------------------- | ----------------------- | ----------------------- | ---------------- |
| Precio                                                          | 14,95$/mes             | 149,50$/año            | 22,95$/mes              | 229,50$/año             | 4,95$/mes        |
| Créditos                                                        | 1 por mes              | 12 por año             | 2 por mes               | 24 por año              | Ninguno          |
| Límite de traspaso de créditos                                  | 5 créditos como máximo | 6 créditos como máximo | 10 créditos como máximo | 12 créditos como máximo | No aplica        |
| Posibilidad de elegir dos entre seis Audible Originals cada mes | Sí                     | Sí                     | Sí                      | Sí                      | No               |
| Descuento del 30% al comprar audiolibros adicionales            | Sí                     | Sí                     | Sí                      | Sí                      | No               |
| Posibilidad de devolución de audiolibros                        | Sí                     | Sí                     | Sí                      | Sí                      | No               |
| Aceccos a Podcasts premium originales en Audio Shows            | Sí                     | Sí                     | Sí                      | Sí                      | No               |
| Oferta diaria exclusiva para miembros                           | Sí                     | Sí                     | Sí                      | Sí                      | No               |

*Nota: Los planes de suscripción dispuestos en esta tabla corresponden a los disponibles en Audible Latino (Audible.com).
- Créditos: los créditos son intercambiables por un audiolibro independientemente del precio. Estos se pueden traspasar de un mes a otros en caso de no ser usado (con un número máximo de veces dependiendo de la suscripción), ya que los créditos caducan mensualmente y al cancelar la suscripción.[12]

- Audible Originals: es un servicio de entretenimiento en audio escrito, interpretado, producido y creado por Audible. Su contenido y duración es variable y es exclusivo de Audible.[13]

## Audible Latino
El 21 de febrero de 2019, Audible anunciaba el lanzamiento de Audible Latino, su primera plataforma dedicada a los libros en español con un catálogo sólido que cuenta con miles de audiolibros en español y contenido culturalmente relevante en inglés. Para el lanzamiento, Audible publicó por primera vez la versión española en audiolibro de la saga Harry Potter, narrada por el, internacionalmente conocido, actor portorriqueño Carlos Ponce. 
Durante el primer año de lanzamiento de Audible Latino, se irá incluyendo contenido premium original en el que se podrán encontrar los siguientes títulos:
- From Negative to Positive: escrito e interpretado por el artista Armanzo Perez (Pitbull),  disponible en español e inglés.
- Talking While Female and Other Dangerous Acts: una colección de historias cortas sobre mujeres latinas alrededor de los Estados Unidos.
- El Principito: narrado en español por la booktuber de habla hispana con más seguidores en el mundo, Raiza Revelles.
- Desde México, Con Amor: un programa semanal producido por Maquina501 para Audible Originals que pretende educar a la audiencia sobre la cultura Mexicana a través de las lentes de estadounidenses.
- The X-Files: Cold Cases: con el elenco original de doblaje latino, Audible Originals presenta por primera vez la mundialmente conocida Expediente X en español.